# Présilly (Alta Savoia)
Présilly è un comune francese di 694 abitanti situato nel dipartimento dell'Alta Savoia della regione dell'Alvernia-Rodano-Alpi.

## Storia

### Simboli
Lo stemma comunale è stato adottato il 12 settembre 1985.
Il globo ricorda la certosa di Pomier, mentre il capo riprende il blasone dei Conti di Ginevra che portavano cinque punti d'oro equipollenti a quattro punti d'azzurro.

## Società

### Evoluzione demografica
Abitanti censiti